# Mariano Cívico
Mariano Cívico (Ponce, 17 de septiembre de 1954 - Madrid, 21 de febrero de 2013) fue un cantante y compositor puertorriqueño famoso por haber hecho parte de la orquesta puertorriqueña de salsa Costa Brava.

## Biografía
Con tan solo 14 años lo llaman a formar parte de la Orquesta Caribe de Ernesto (Tito) Maldonado.
Sus primeras tablas fueron en el naciente grupo y en poco tiempo le llega la invitación para formar parte de la Orquesta de Elvin Torres, más conocida como Costa Brava.
Empieza su carrera como solista, saltando problemas de promoción del reciente trabajo realizado para el sello Hit Maker, Mariano decide continuar impulsando su carrera y es así como logra contactar con el sello FM discos de Bogotá Colombia. Graba todos los éxitos que había logrado con Orquesta Costa Brava la producción se llamó "De Costa a Costa" logrando extraordinarias ventas en territorio Colombiano y en poco tiempo gana Disco Platino.
A raíz de un programa de radio en Bogotá donde se rescataron temas que habían sonado años atrás se dio a conocer en Colombia el tema "Tu precio" el cual tuvo mucha aceptación en los oyentes por lo que rotaron otros temas del álbum de Costa Brava y todos tuvieron la misma recepción por tanto los empresarios buscaron a la Orquesta para presentarse en Colombia pero para esa fecha la orquesta estaba disuelta entonces buscaron a la voz que cantó los temas más pegadizos como "esa mujer, tu precio, paisaje, te voy a hacer feliz y otras" y llamaron a Mariano quien se instaló en la ciudad de Santiago de Cali y en Bogotá, grabó de nuevo todos los temas del álbum de costa a costa incluso algunos temas que originalmente cantó otro de los cantantes de Costa Brava, como la versión de "Se quiere bonito". En Colombia alcanza de nuevo la cúspide con la remasterización de sus éxitos con Costa Brava.
Alcanzado el éxito en Colombia se extiende hacia el exterior y prepara desde allí lo que sería una gira a nivel mundial, Santiago de Cali fue el trampolín que lanzó a Mariano Cívico al panorama internacional, visitando Estados Unidos, Centro y Sur América, Europa.
Lejos de su isla pero en la tierra que lo adoptó como hijo "Caleño" se estableció con su familia. Colaboró con muchos cantantes y grupos locales y desde allí representaba a otros grupos musicales de Puerto Rico.
A finales del año 2012, inició gira por España visitando ciudades como: Bilbao, Madrid, San Sebastián, Valencia.

## Fallecimiento
Falleció en Madrid España a causa de un paro cardiorrespiratorio el 21 de febrero de 2013.

## Discografía
- 1991 Mariano (Hitt Makers)
- 2000 De Costa a Costa (FM Discos)
- 2001 Cada Vez Mejor (FM Discos)
- 2002 Cara a Cara con Tito Rojas
- 2004 Inconfundible (FM Discos)